# Bergheim (Autriche)
Pour les articles homonymes, voir Bergheim (homonymie).
Bergheim est une commune autrichienne du district de Salzbourg-Umgebung dans l'État de Salzbourg. Située à la limite nord de la ville de Salzbourg, elle est bien connue pour le sanctuaire de Maria Plain.

## Géographie
Le territoire communal s'étend sur la rive droite de la Salzach au pied de la colline Plainberg, le site du sanctuaire de Maria Plain. Il est délimité au nord par la commune d'Anthering et au sud par la zone urbaine de Salzbourg.